# Rhabdomastix spatulifera
Rhabdomastix spatulifera är en tvåvingeart som beskrevs av Alexander 1940. Rhabdomastix spatulifera ingår i släktet Rhabdomastix och familjen småharkrankar. Inga underarter finns listade i Catalogue of Life.